# Barão de Vila Nova de Foz Coa
Barão de Vila Nova de Foz Coa é um título nobiliárquico criado por D. Maria II de Portugal, por Decreto de 6 de Fevereiro de 1837, em favor de Francisco António de Campos Henriques.
Titulares
1. Francisco António de Campos Henriques, 1.º Barão de Vila Nova de Foz Coa.